# Willi Oberbeck
Willi Oberbeck (né le 21 février 1910 à Hagen et mort le 9 juillet 1979) est un coureur cycliste allemand. Il a notamment remporté la première étape du Tour de France 1938 et porté le maillot jaune pendant une journée.

## Palmarès
- 1938
  - 4e étape du Tour d'Allemagne
  - 1re étape du Tour de France
- 1939
  - Grand Prix de Bavière
  - 11e étape du Tour d'Allemagne

## Résultats sur le Tour de France
2 participations
- 1937 : abandon
- 1938 : abandon, vainqueur de la 1re étape,  porteur du maillot jaune pendant 1 jour